# 天主教比亞里卡教區
天主教比亞里卡教區（拉丁語：Dioecesis Villaricensis）是智利一個羅馬天主教教區，屬康塞普西翁總教區。
1901年5月1日設立宗座監牧區，1928年3月28日升為代牧區，2002年1月5日升為教區。
教區包括考丁省十三市和瓦爾迪維亞省四市。2010年有教友281,000人（佔轄區總人口70.1%）、三十個堂區、五十三名司鐸。現任教區主教為方濟·薩威·斯特格邁耶·施米德林。